# Idared

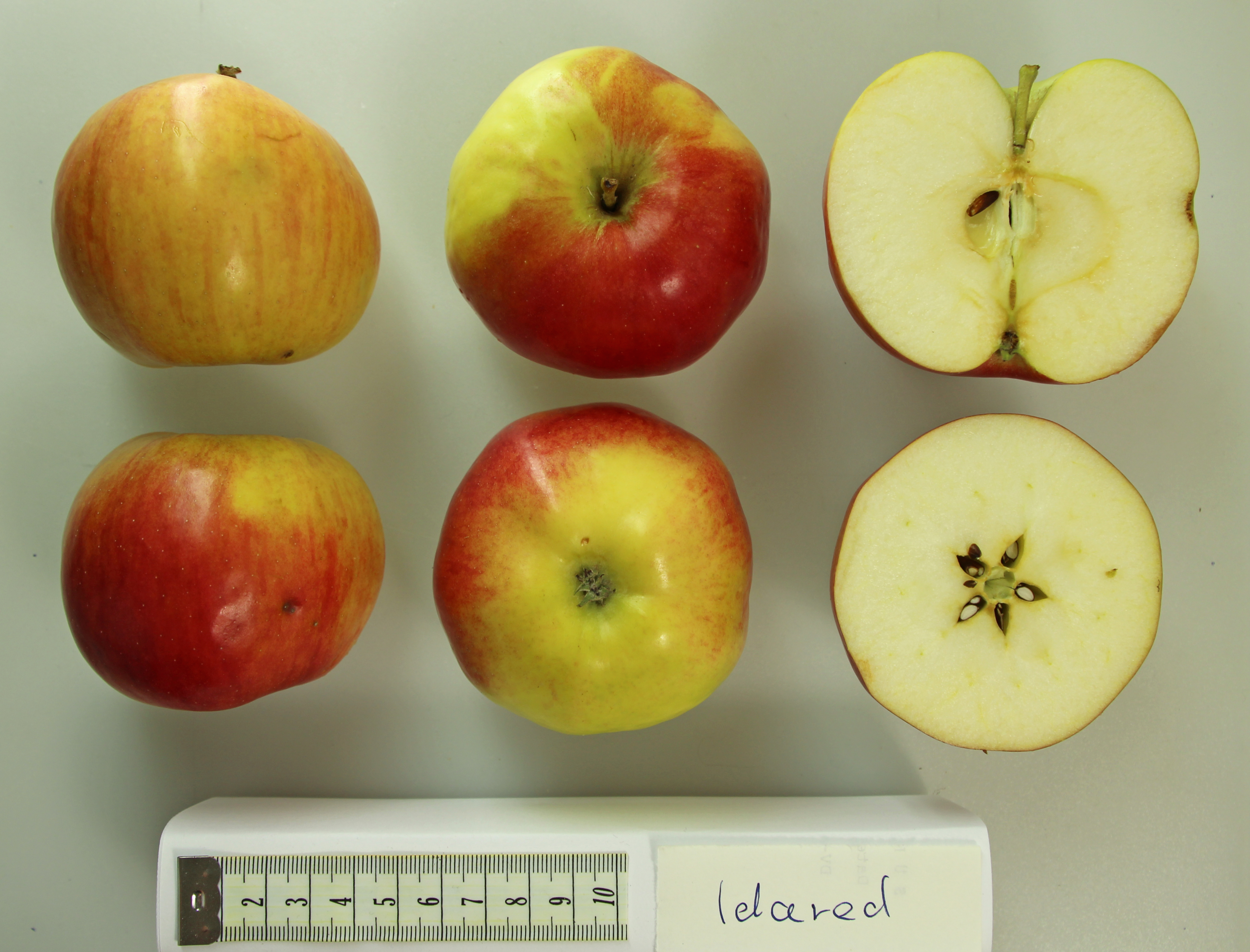
Az Idared gyümölcse

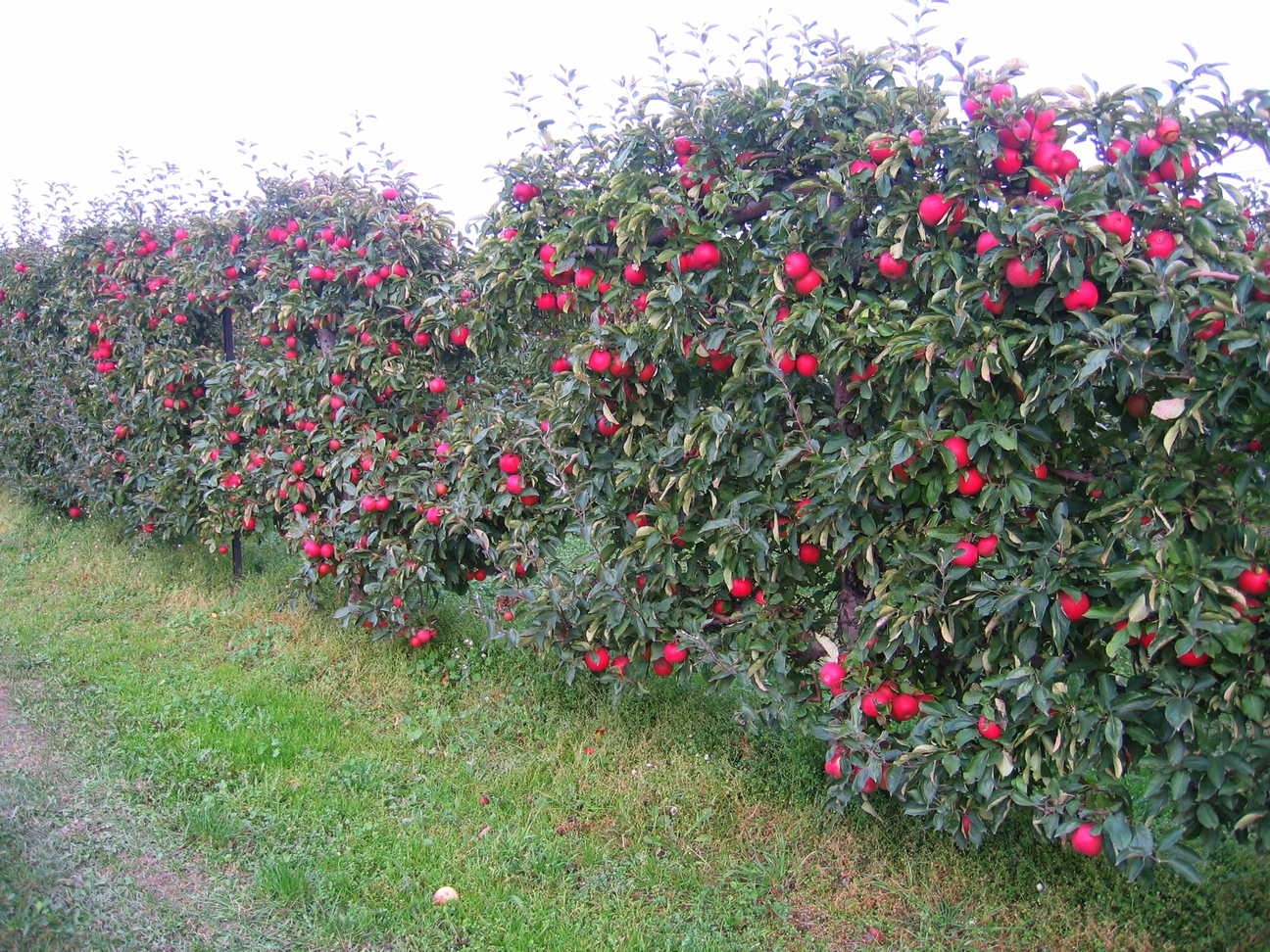
Korszerű Idared ültetvény

Az Idared egy amerikai almafajta, világszerte közkedvelt, de csökkenő jelentőségű. 
Magyarországon széles körben elterjedt. Rendkívül jól tárolható, ezért fő funkciója a kései friss fogyasztási piac ellátása volt.
Gyümölcsének minősége erősen függ a termőhelyi és környezeti tényezőktől. Húsa fehéres, vajszínű, bőlevű, kemény, roppanós. Íze nem jellegzetes, de kellemes, harmonikus, nem túl savas.

## Története
Az Amerikai Egyesült Államok Idaho államában jött létre a fajta a Jonathan és Wagener fajták keresztezésével, melyre 1926-ban került sor. Az Idared szelekcióját 1935-ben végezték, kereskedelmi forgalomba pedig 1942-ben került.
Magyarországon először Porpáczi Aladár telepítette, de a vizsgálatok során a gyümölcsök színeződését kedvezőtlennek találták, így a vele kapcsolatos vizsgálatok leálltak. 
Új lendületet csak akkor nyertek, amikor a világpiacon kezdett meghatározó fajtává válni az Idared. Ekkor Tamássy István, Migend D. és Szabó Tibor honosították.
Mivel a fajta egyik legnagyobb előnye a hosszú eltarthatóság, az ULO (Ultra low oxygen) tárolás bevezetése jelentősen csökkentette értékét világpiaci szinten.
Ugyanakkor Magyarországon a modern tárolási rendszerek hiánya miatt továbbra is jelentős fajta maradt, arányának növekedése azonban nem várható.

## Jellemzői

### Gyümölcse
Gyümölcse nagy méretű, lapított, néha szabálytalan, ami időnként problémát jelent a gépi osztályozásnál. 
Héja közepesen vastag, élénkpiros. 
Húsát világos, fehéres vajszín jellemzi, kemény, roppanó, bőlevű. 
Gyors puhulásra nem hajlamos, eltarthatósága kiváló. 
Íze enyhén savanykás, harmonikus. Aromája és zamata közepes. 
A nem megfelelően színeződött gyümölcsöknek sokszor a beltartalmi értékei is elmaradnak az elvárttól, ugyanakkor a korona külső részéről szüretelt, hosszú vesszőkön termett erősen színeződött gyümölcsök íze néha szintén kedvezőtlen, mivel a sok fény lehetővé teszi a gyors színeződést, amit nem követ megfelelő gyorsasággal a beltartalmi értékek változása, így az ilyen gyümölcsök sokszor túl korán betakarításra kerülnek.
Optimális fogyasztási érettségét 3-4 hónap tárolás után éri el.
Sikeres fajtaként számos újabb almafajta kialakításában is felhasználták a nemesítők. Néhány példa:
- Arlet (Golden delicious x Idared)
- Fiesta (Cox's Orange Pippin x - Idared)
- Herefordshire Russet (Cox's Orange Pippin x - Idared)

### Fája, hatásrendszere
Kezdetben erős vagy középerős növekedésű, mely a termőre fordulás után jelentősen mérséklődik. A korona kissé szétterülő, jól elágazódik. Virágainak nagy részét a hosszú vesszőin hozza. A korona folyamatos karbantartást, metszést igényel.

### Termesztési jellemzők
Korán termőre forduló, bőtermő fajta. 
Középkorai, elhúzódó virágzás jellemző rá, fagyra nem kifejezetten érzékeny, ritkán szenved fagykárt. 
A korona ritkításán túl a gyümölcsritkítást is igényli. Ilyen esetben termésbiztonsága jó, hullásra nem hajlamos. 
Az elhúzódó virágzás következtében érése is elhúzódó, többmenetes betakarítást igényel, mely jelentősen megnöveli a termesztés költségeit.
A betegségek közül a tűzelhalásra nagyfokú érzékenységet mutat. A lisztharmatra szintén érzékeny, de a Jonathannál kevésbé. A nektriás rákosodásra és a varasodásra kis mértékben hajlamos, sebgyógyulási intenzitása jó. A tárolási betegségekre nem, de a nyomásra érzékeny, így óvatos tárolást igényel.
Kis mértékben öntermékeny, vagy önmeddő. Megporzó fajtát igényel. 

## Felhasználása
Sokoldalúan használható fajta. Legnagyobb előnye a kiváló tárolhatóság. 
Az októberi szüretet követően megfelelő körülmények között minőségét akár a nyári hónapokig is megőrzi, ugyanakkor friss fogyasztásra csak 3-4 hónapnyi tárolás után válik ideálissá. 
A friss fogyasztás mellett konyhai és élelmiszeripari célokra is felhasználható. A sűrítmény gyártás egyik főfajtája.